# Volta ao Algarve 2001
La Volta ao Algarve 2001, ventisettesima edizione della corsa, si svolse dall'11 al 15 febbraio su un percorso di 855 km ripartiti in 5 tappe, con partenza a Tavira e arrivo a Loule. Fu vinta dall'italiano Andrea Ferrigato della Alessio davanti al portoghese José Azevedo e allo spagnolo Melchor Mauri.

## Tappe
| Tappa  | Data        | Percorso                 | km    | Vincitore di tappa | Leader cl. generale |
| ------ | ----------- | ------------------------ | ----- | ------------------ | ------------------- |
| 1ª     | 11 febbraio | Tavira > Tavira          | 171,7 | Endrio Leoni       | Endrio Leoni        |
| 2ª     | 12 febbraio | Castro Marim > Albufeira | 168,3 | Endrio Leoni       | Endrio Leoni        |
| 3ª     | 13 febbraio | Faro > Fóia              | 170,5 | José Azevedo       | José Azevedo        |
| 4ª     | 14 febbraio | Portimão > Portimão      | 169,9 | Endrio Leoni       | Andrea Ferrigato    |
| 5ª     | 15 febbraio | Loule > Loule            | 174,8 | Saulius Sarkauskas | Andrea Ferrigato    |
| Totale | Totale      | Totale                   | 855   |                    |                     |

## Dettagli delle tappe

### 1ª tappa
- 11 febbraio: Tavira > Tavira – 171,7 km

| Pos. | Corridore       | Squadra   | Tempo    |
| ---- | --------------- | --------- | -------- |
| 1    | Endrio Leoni    | Alessio   | 4h17'30" |
| 2    | Stéphane Barthe | US Postal | s.t.     |
| 3    | Steven de Jongh | Rabobank  | s.t.     |

| Pos. | Corridore       | Squadra   | Tempo    |
| ---- | --------------- | --------- | -------- |
| 1    | Endrio Leoni    | Alessio   | 4h17'20" |
| 2    | Stéphane Barthe | US Postal | a 4"     |
| 3    | Steven de Jongh | Rabobank  | a 6"     |

### 2ª tappa
- 12 febbraio: Castro Marim > Albufeira – 168,3 km

| Pos. | Corridore          | Squadra  | Tempo    |
| ---- | ------------------ | -------- | -------- |
| 1    | Endrio Leoni       | Alessio  | 4h19'17" |
| 2    | Steven de Jongh    | Rabobank | s.t.     |
| 3    | Saulius Sarkauskas | LA-Pecol | s.t.     |

| Pos. | Corridore       | Squadra   | Tempo    |
| ---- | --------------- | --------- | -------- |
| 1    | Endrio Leoni    | Alessio   | 8h36'27" |
| 2    | Steven de Jongh | Rabobank  | a 10"    |
| 3    | Stéphane Barthe | US Postal | s.t.     |

### 3ª tappa
- 13 febbraio: Faro > Fóia – 170,5 km

| Pos. | Corridore        | Squadra     | Tempo    |
| ---- | ---------------- | ----------- | -------- |
| 1    | José Azevedo     | ONCE-Eroski | 4h07'08" |
| 2    | Andrea Ferrigato | Alessio     | s.t.     |
| 3    | Michael Boogerd  | Rabobank    | a 5"     |

| Pos. | Corridore        | Squadra     | Tempo     |
| ---- | ---------------- | ----------- | --------- |
| 1    | José Azevedo     | ONCE-Eroski | 12h43'43" |
| 2    | Andrea Ferrigato | Alessio     | a 9"      |
| 3    | Michael Boogerd  | Rabobank    | a 16"     |

### 4ª tappa
- 14 febbraio: Portimão > Portimão – 169,9 km

| Pos. | Corridore         | Squadra          | Tempo    |
| ---- | ----------------- | ---------------- | -------- |
| 1    | Endrio Leoni      | Alessio          | 3h44'07" |
| 2    | Steven de Jongh   | Rabobank         | s.t.     |
| 3    | Nuno Marta Duarte | Porta da Ravessa | s.t.     |

| Pos. | Corridore        | Squadra      | Tempo     |
| ---- | ---------------- | ------------ | --------- |
| 1    | Andrea Ferrigato | Alessio      | 16h27'50" |
| 2    | José Azevedo     | ONCE-Eroski  | a 4"      |
| 3    | Melchor Mauri    | Milaneza-MSS | a 18"     |

### 5ª tappa
- 15 febbraio: Loule > Loule – 174,8 km

| Pos. | Corridore              | Squadra      | Tempo    |
| ---- | ---------------------- | ------------ | -------- |
| 1    | Saulius Sarkauskas     | LA-Pecol     | 4h24'34" |
| 2    | Aitor Gonzalez Jimenez | Kelme        | s.t.     |
| 3    | Torsten Schmidt        | Gerolsteiner | s.t.     |

| Pos. | Corridore        | Squadra      | Tempo     |
| ---- | ---------------- | ------------ | --------- |
| 1    | Andrea Ferrigato | Alessio      | 20h52'21" |
| 2    | José Azevedo     | ONCE-Eroski  | a 7"      |
| 3    | Melchor Mauri    | Milaneza-MSS | a 21"     |

## Classifiche finali

### Classifica generale
| Pos. | Corridore              | Squadra           | Tempo     |
| ---- | ---------------------- | ----------------- | --------- |
| 1    | Andrea Ferrigato       | Alessio           | 20h52'21" |
| 2    | José Azevedo           | ONCE-Eroski       | a 7"      |
| 3    | Melchor Mauri          | Milaneza-MSS      | a 21"     |
| 4    | Rui Sousa              | Porta da Ravessa  | a 22"     |
| 5    | Federico Morini        | Gerolsteiner      | a 23"     |
| 6    | Michael Boogerd        | Rabobank          | s.t.      |
| 7    | Andrei Zintchenko      | LA-Pecol          | s.t.      |
| 8    | Mikel Zarrabeitia      | ONCE-Eroski       | a 24"     |
| 9    | Aitor Gonzalez Jimenez | Kelme             | a 25"     |
| 10   | Viatcheslav Ekimov     | US Postal Service | s.t.      |